# Plecopterodes griseicilia
Plecopterodes griseicilia là một loài bướm đêm trong họ Noctuidae.